# 47 Ronin (film, 2013)
Pour les articles homonymes, voir 47 rōnin (homonymie).
47 Ronin est un film fantastique américain réalisé par Carl Erik Rinsch (en) et sorti en 2013.

## Synopsis
Dans le Japon féodal, Kai est un enfant non désiré issu d'une relation entre une paysanne japonaise et un marin anglais. Il est abandonné dans la forêt des tengu, des démons obscurs. Ceux-ci lui apprennent « l'art de tuer » et l'élèvent jusqu'à ce qu'il décide de s'enfuir et que le daimyō de la province d'Ako, Naganori Asano, le recueille.
Quelques années plus tard, Ako accueille le grand shōgun ainsi que le seigneur Yoshinaka Kira. Une sorcière alliée à Kira ensorcelle Asano pour qu'il attaque Kira dans son sommeil. Le shogun condamne Asano, qu'il croit coupable de l'offense, au seppuku, ce qui relègue les samuraïs sous son commandement au rang déshonorant de rōnin. Pour pacifier les deux provinces, il interdit aux ronins de venger leur daimyo et donne la fille d'Asano, Mika, en mariage à Kira après un an de deuil.
Peu avant la fin de cette année-là, un ancien samuraï au service d'Asano, Ōishi Kuranosuke, veut empêcher un tel destin. Il retrouve Kai, vendu comme esclave sur l'Île des Hollandais, pour former un groupe de 47 soldats, les 47 rōnin, chargés de venger leur ancien daimyo au péril de leur vie. Ils tentent une première fois d'assassiner Kira, mais tombent dans un piège dressé par la sorcière.
Ils retentent leur chance, certains ronins parviennent à s'introduire dans la forteresse de Kira en se mêlant à une troupe d'artistes venus donner un spectacle pour le mariage. Les autres attendent l'obscurité de la nuit, et profitent de l'inattention des gardes pendant la représentation pour lancer un assaut silencieux. L'attaque est décelée avant que Kira soit assassiné, une bataille s'engage. La sorcière est tuée par Kai, et Kira est décapité par Oishi. Les hostilités cessent lorsque la tête de Kira est exhibée aux combattants.
Ayant ignoré l'ordre du shogun, les ronins survivants sont condamnés à mort, mais le shogun leur laisse l'honneur de pratiquer le seppuku. Cependant, le shogun décide d'épargner le fils d'Oishi.

## Fiche technique
- Titre original et français : 47 Ronin
- Réalisation : Carl Erik Rinsch (en)
- Scénario : Hossein Amini et Chris Morgan, d'après une histoire de Chris Morgan et Walter Hamada
- Décors : Jan Roelfs
- Costumes : Penny Rose
- Photographie : John Mathieson
- Montage : Stuart Baird (chef-monteur), Craig Wood
- Musique : Ilan Eshkeri
- Production : Pamela Abdy, Eric McLeod et Scott Stuber
  - Producteurs délégués : Chris Fenton, Walter Hamada et Erwin Stoff
- Sociétés de production : H2F Entertainment, Mid Atlantic Films, Moving Picture Company et Stuber Productions
- Sociétés de distribution :  Universal Pictures ;  Universal Pictures International France ;  Toho-Towa
- Budget : 175 millions $[1]
- Pays de production :  États-Unis
- Langues originales : anglais et japonais
- Format : couleurs – 2,35:1 – 35 mm, cinéma numérique — son Dolby Digital
- Genre : action, fantasy
- Durée : 118 min
- Dates de sortie[2] :
  - États-Unis : 6 décembre 2013
  - Québec : 25 décembre 2013
  - Belgique, France : 2 avril 2014

## Distribution

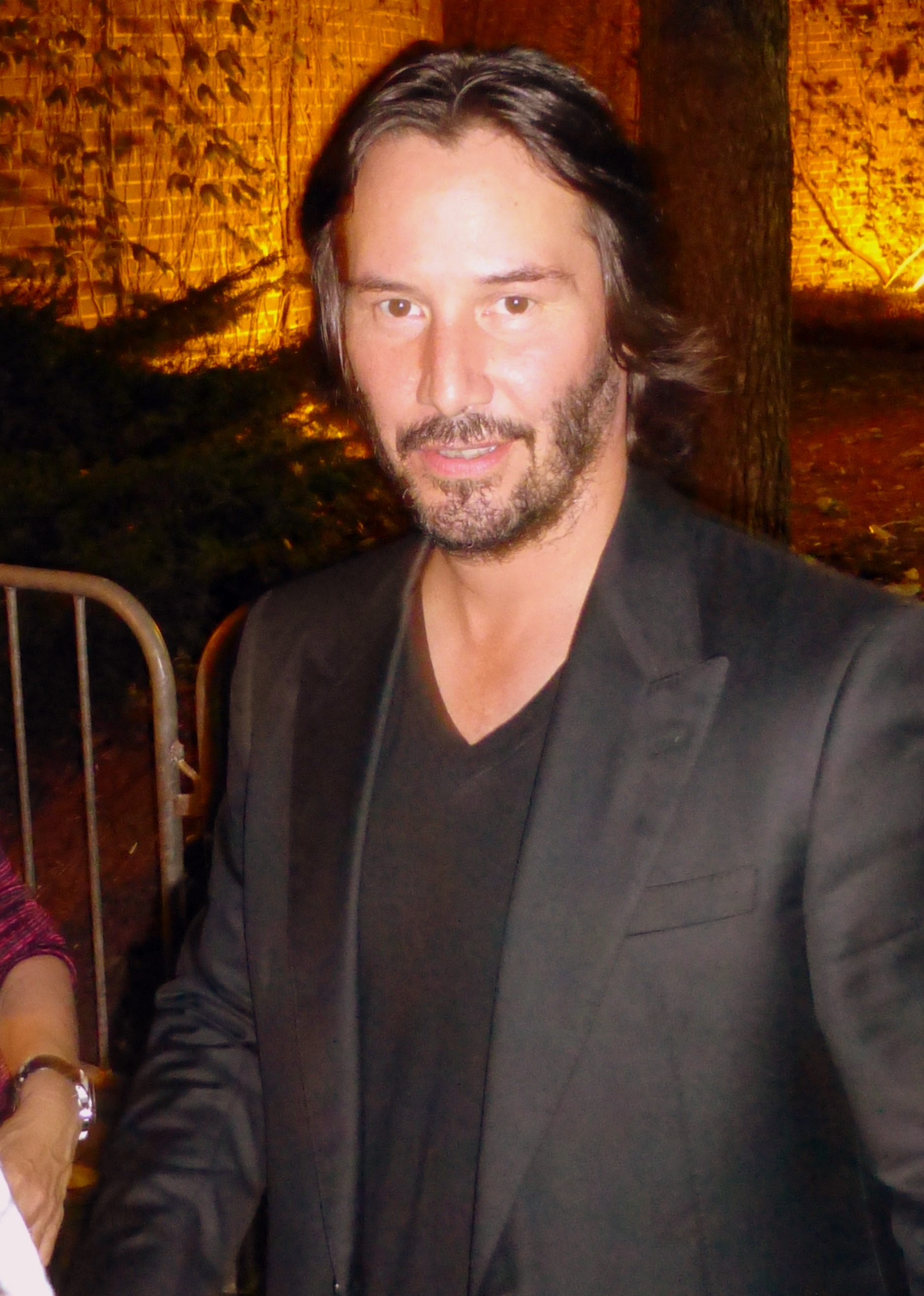
L'acteur principal Keanu Reeves, l'année de sortie du film.

- Keanu Reeves (VF : Jean-Pierre Michael ; VQ : Daniel Picard) : Kai
- Hiroyuki Sanada (VF : Bruno Dubernat ; VQ : Gilbert Lachance) : Ōishi Kuranosuke
- Rinko Kikuchi (VF : Barbara Beretta) : Mizuki, la sorcière
- Kō Shibasaki (VF : Caroline Victoria ; VQ : Magalie Lépine-Blondeau) : Dame Mika Asano
- Tadanobu Asano (VF : Pierre Tessier ; VQ : Philippe Martin) : Seigneur Yoshinaka Kira
- Jin Akanishi (VF : Hugo Brunswick ; VQ : Gabriel Lessard) : Chikara Oishi
- Daniel Barber (VF : Gabriel Bismuth-Bienaimé) : Kai adolescent
- Min Tanaka (VF : Georges Claisse ; VQ : Marc Bellier) : Seigneur Naganori Asano
- Masayoshi Haneda (VF : Loïc Houdré ; VQ : Alexandre Fortin) : Yasuno
- Hiroshi Sogabe (VF : Benjamin Penamaria) : Hazama
- Takato Yonemoto (VF : Christophe Lemoine) : Basho
- Hiroshi Yamada (VF : Gilduin Tissier) : Hara
- Shû Nakajima (VF : Olivier Rodier) : Horibe
- Cary-Hiroyuki Tagawa (VF : Vincent Grass) : Shogun Tsunayoshi Tokugawa
- Neil Fingleton : Samurai géant
- Natsuki Kunimoto (VF : Claire Guyot) : Riku
- Togo Igawa (VF : Pierre Dourlens) : Seigneur des Tengus
- Tanrō Ishida : Assistant du Shogun
- Eizo Tomita : Conseiller
- Dai Tabuchi : Conseiller
- Masayuki Deai (VF : Gauthier Battoue) : Isogai
- Yorick van Wageningen : Kapitan (représentant) de la Compagnie néerlandaise des Indes orientales
- Junichi Kajioka : Garde
- Clyde Kusatsu : Officiel saoul
- Haruka Abe : Servante de Dame Mika
- Tomoko Komura : Servante de Dame Mika
- Takako Akashi : Servante de Dame Mika
- Akira Koieyama : Espion de Kira
- Aria Maekawa : Mika adolescente
- Masashi Fujimoto : Soldat de tête
- Gedde Watanabe (VF : Philippe Siboulet) : Chef de la troupe de kabuki
- Manato Sekiguchi : Oishi jeune
- Rick Genest : Chef du jury
- Brian C. Hirono : Ronin en arrière-plan
- Ron Bottitta : Narrateur
- Victoria Grace : (voix)

Source et légende : version française (VF) sur RS Doublage et selon la bande annonce
Source et légende : version québécoise (VQ) sur Doublage Québec

## Production
47 Ronin a marqué les débuts de réalisation de Carl Erik Rinsch (en) sur la base d'un scénario de The Fast and the Furious: Tokyo Drift[réf. nécessaire], le scénariste Chris Morgan, avec le scénariste de The Wings of the Dove, Hossein Amini, pour des réécritures. Le film n'a presque rien de commun avec l'épopée historique originale, au lieu d'être situé "dans un monde de sorcières et de géants". Universal Pictures a annoncé le film pour la première fois en décembre 2008 avec Keanu Reeves attaché à la star. Variety a rapporté que « le film racontera une version stylisée de l'histoire, mélangeant des éléments fantastiques du genre vu dans les photos du Seigneur des Anneaux, avec des scènes de batailles granuleuses semblables à celles de films tels que Gladiator ». Universal avait prévu de produire le film en 2009 après avoir trouvé un réalisateur et en novembre de la même année, le studio est entré en pourparlers avec Rinsch pour diriger le film.[style à revoir]

## Accueil

### Critiques
47 Ronin a provoqué des appréciations généralement négatives de la part des critiques, n'ayant pas impressionné le public japonais où les attentes en studio étaient élevées. Sur le site Web de l'agrégateur de critiques de films Rotten Tomatoes, le film détient une note d'approbation de 15 % sur la base de 81 critiques, avec un score moyen de 4,2⁄10. Le consensus critique déclare : « 47 Ronin est une aventure fantastique étonnamment ennuyeuse, qui laisse son talentueux casting international coincé dans des rôles unidimensionnels ». Sur Metacritic, le film a un score de 29⁄100 basé sur 21 critiques, indiquant « des critiques généralement défavorables ». Le public interrogé par CinemaScore a donné au film une note moyenne de B + sur une échelle de A + à F.
L'accueil en France est plus favorable, puisque pour 572 critiques, le site Allociné lui attribue une moyenne de 3.2⁄5.

### Box-office
Le film est un des plus gros échecs au box-office, avec des recettes estimées à 152 millions de dollars pour un budget de 170 000 000 dollars.
En France, le film est aussi un échec avec seulement 242 225 entrées.
| Pays ou région    | Box-office      | Date d'arrêt du box-office | Nombre de semaines |
| ----------------- | --------------- | -------------------------- | ------------------ |
| États-Unis Canada | 38 362 475 $    | 2 février 2014             | 6                  |
| France            | 242 225 entrées | -                          | -                  |
| Total mondial     | 151 783 839 $   | -                          | -                  |